# Gemeindebackhaus (Brücken)

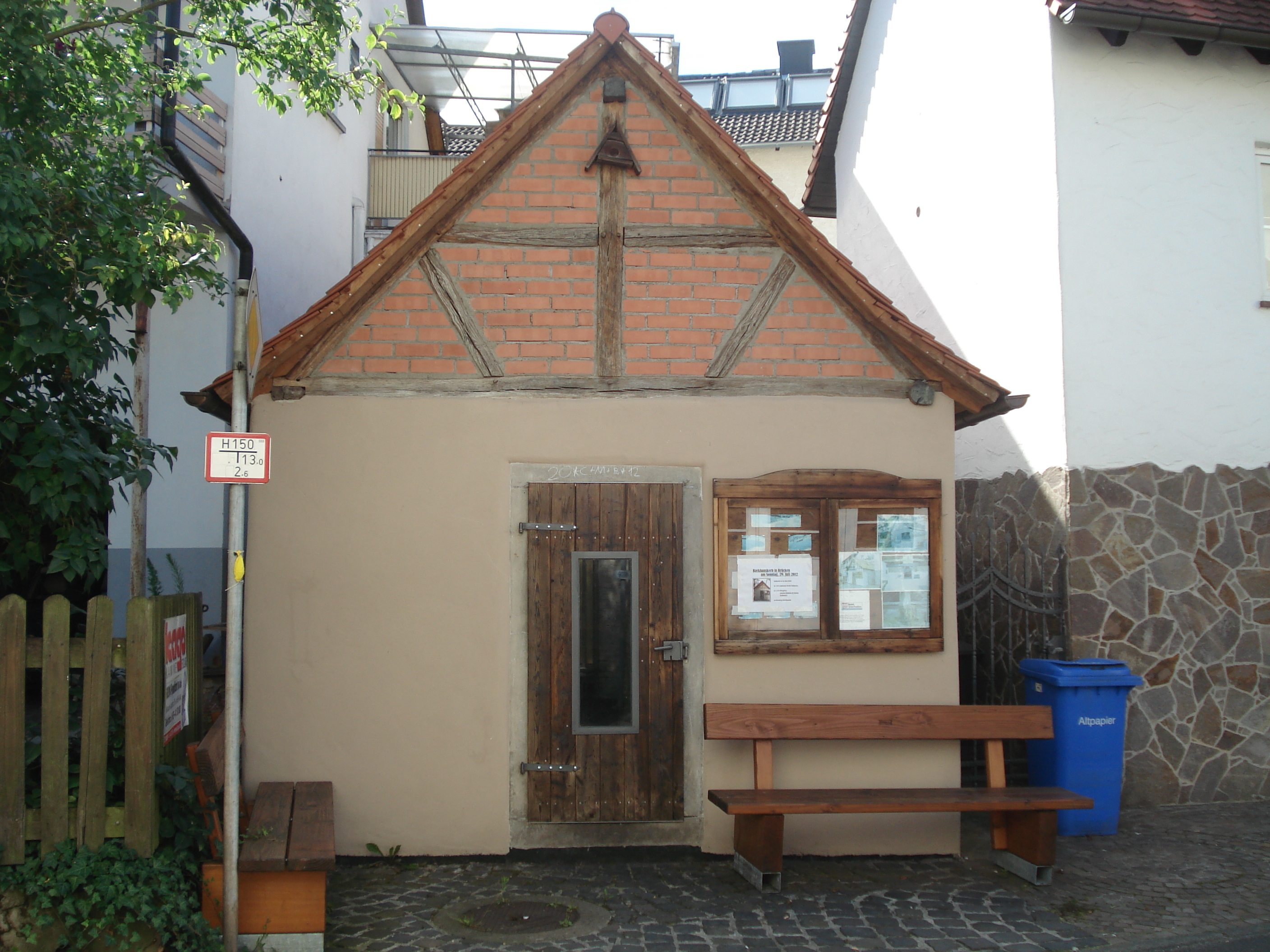
Gemeindebackhaus in Brücken (2012)

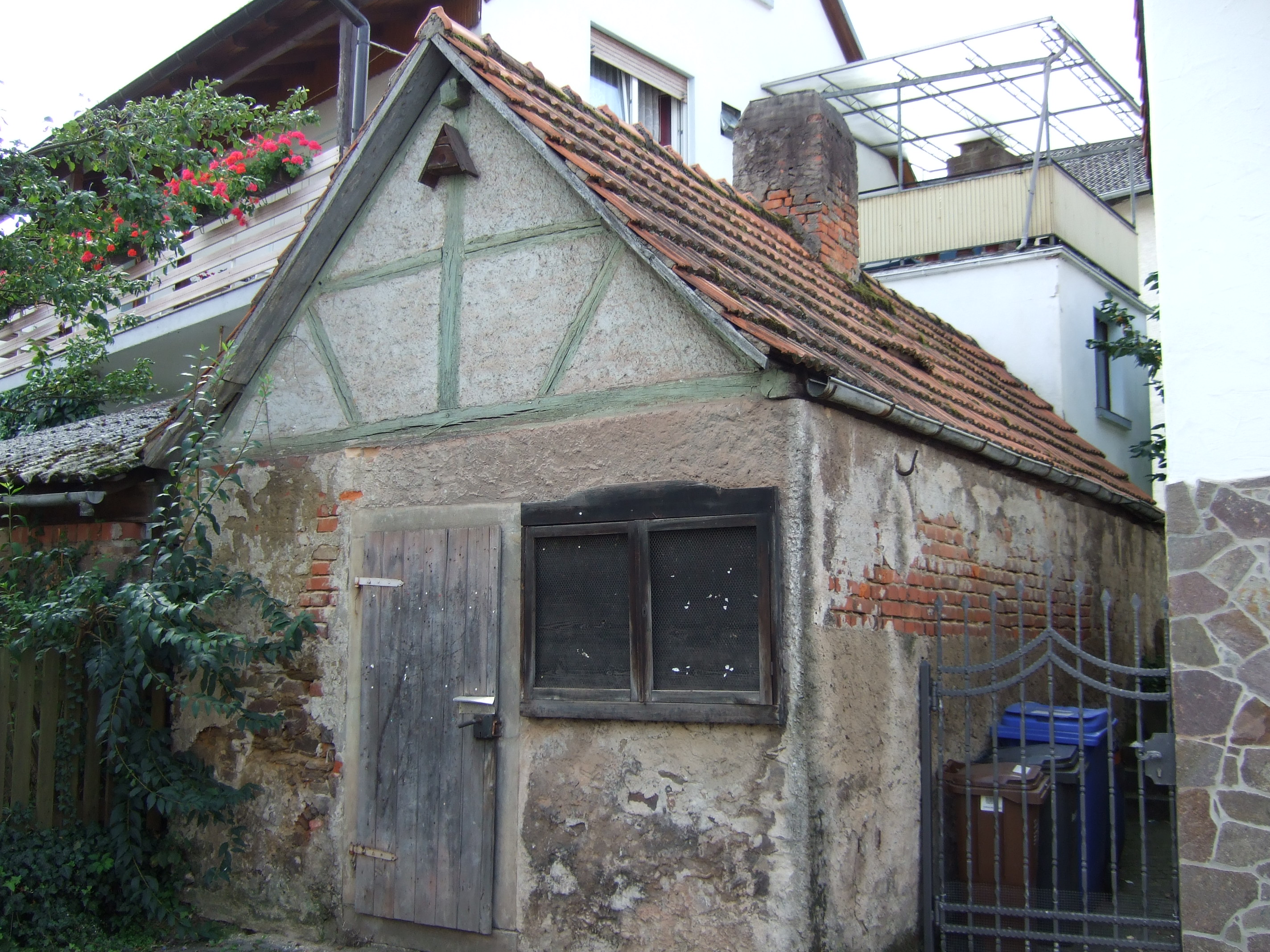
Vor der Renovierung (2007)

Das Gemeindebackhaus in Brücken, einem Gemeindeteil von Mömbris im unterfränkischen Landkreis Aschaffenburg in Bayern, wurde 1856 errichtet. Das Backhaus an der Wendelinusstraße 15 ist ein geschütztes Baudenkmal.
Das kleine massive Satteldach mit Fachwerkgiebel wurde renoviert.